# Alstroemeria cabralensis
Alstroemeria cabralensis es una especie fanerógama, herbácea, perenne y rizomatosa perteneciente a la familia de las alstroemeriáceas. Es endémica de Brasil, en particular en el estado de Minas Gerais.

## Taxonomía
Alstroemeria cabralensis fue descrita por  Pierfelice Ravenna, y publicado en Phytologia Onira 9: 25.
Etimología
Alstroemeria: nombre genérico que fue nombrado en honor del botánico sueco barón Clas Alströmer (Claus von Alstroemer) por su amigo Carlos Linneo.
cabralensis: epíteto latino que hace referencia a la Serra do Cabral, complejo montañoso donde se encontró la especie.